# Time 100: Najważniejsi ludzie stulecia

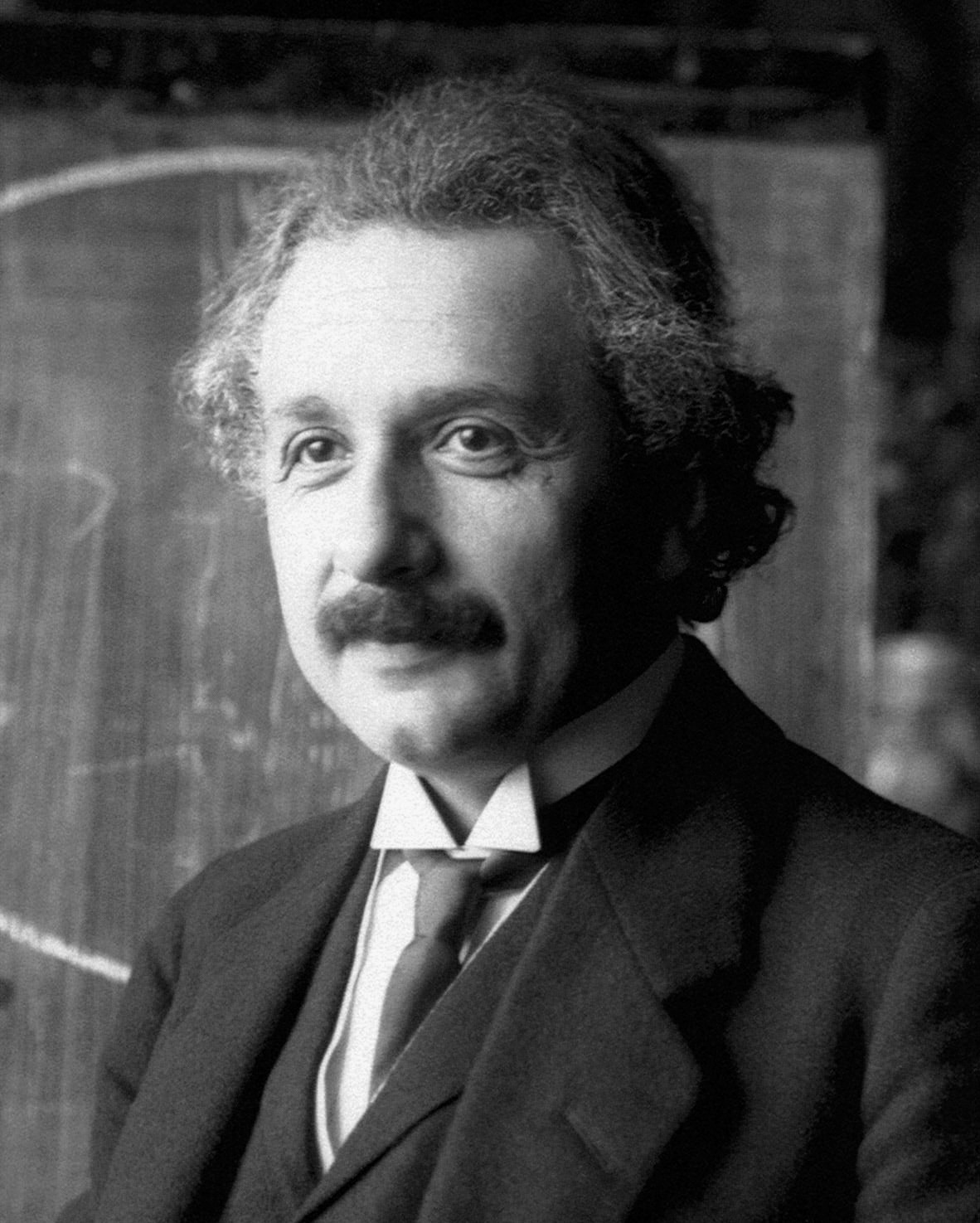
Albert Einstein, człowiek stulecia według tygodnika „Time”

Time 100: Najważniejsi ludzie stulecia (ang. Time 100: The Most Important People of the Century) – zestawienie stu najważniejszych ludzi XX wieku według tygodnika „Time”, opublikowane w roku 1999.
W osobnym wydaniu z 31 grudnia 1999 roku, „Time” uznał Alberta Einsteina za człowieka stulecia.
Na liście znalazło się dwóch Polaków: Jan Paweł II i Lech Wałęsa oraz osoba polskiego pochodzenia Igor Strawinski.
Na liście umieszczono 100 osób, po 20 w każdej z pięciu szerokich kategorii:
- Przywódcy polityczni i rewolucjoniści
- Artyści
- Konstruktorzy i „tytani”
- Naukowcy i myśliciele
- Bohaterzy i symbole

## Przywódcy polityczni i rewolucjoniści
- Dawid Ben Gurion
- Hồ Chí Minh
- Ajatollah Ruhollah Chomejni
- Winston Churchill
- Mahatma Gandhi
- Michaił Gorbaczow
- Adolf Hitler
- Martin Luther King
- Włodzimierz Lenin
- Nelson Mandela
- Jan Paweł II
- Ronald Reagan
- Eleanor Roosevelt
- Franklin Delano Roosevelt
- Theodore Roosevelt
- Margaret Thatcher
- Nieznany Buntownik
- Margaret Sanger
- Lech Wałęsa
- Mao Zedong

## Osoby ze świata sztuki i rozrywki
- Louis Armstrong
- Lucille Ball
- The Beatles
- Marlon Brando
- Coco Chanel
- Charlie Chaplin
- Le Corbusier
- Bob Dylan
- T.S. Eliot (Thomas Stearns Eliot)
- Aretha Franklin
- Martha Graham
- Jim Henson
- James Joyce
- Pablo Picasso
- Richard Rodgers i Oscar Hammerstein II
- Frank Sinatra
- Steven Spielberg
- Igor Strawinski
- Oprah Winfrey
- Michael Jackson
- Elvis Presley

## Konstruktorzy i „tytani”
- Stephen David Bechtel
- Leo Burnett
- Willis Carrier
- Walt Disney
- Henry Ford
- Bill Gates
- Amadeo Giannini
- Ray Kroc
- Estée Lauder
- William Levitt
- Lucky Luciano
- Louis Burt Mayer
- Charles Merrill
- Akio Morita
- Walter Reuther
- Pete Rozelle
- David Sarnoff
- Juan Trippe
- Sam Walton
- Thomas John Watson

## Naukowcy i myśliciele
- Leo Baekeland
- Tim Berners-Lee
- Rachel Carson
- Francis Crick & James Watson
- Albert Einstein
- Philo Farnsworth
- Enrico Fermi
- Alexander Fleming
- Sigmund Freud
- Robert Goddard
- Kurt Gödel
- Edwin Hubble
- John Maynard Keynes
- Louis Leakey, Mary Leakey, Richard Leakey
- Jean Piaget
- Jonas Salk
- Alan Turing
- Ludwig Wittgenstein
- Bracia Wright

## Bohaterowie i symbole
- Muhammad Ali
- Żołnierze Armii USA
- Diana, księżna Walii
- Anne Frank
- Billy Graham
- Che Guevara
- Edmund Hillary i Tenzing Norgay
- Helen Keller
- John F. Kennedy
- Bruce Lee
- Charles Lindbergh
- Harvey Milk
- Marilyn Monroe
- Matka Teresa z Kalkuty
- Emmeline Pankhurst
- Rosa Parks
- Pelé
- Andriej Sacharow
- Jackie Robinson
- Bill Wilson